# まんがタイムきららキャラット
『まんがタイムきららキャラット』（『まんがタイムきららCarat』と表記されることもある）は、芳文社発行の4コマ漫画専門雑誌。原則として毎月28日に発売されている。装丁はB5判の平綴じである。

## 特徴・内容の傾向
『まんがタイムきらら』、『まんがタイムきららMAX』および『まんがタイムきららフォワード』とは姉妹誌の関係にある。また、増刊誌として『コミックエール!』があった。2011年（平成23年）現在、表紙にキャッチコピーの表記はないが、HP上では「かわいさニューウェーブ♪」と表記されている。それ以前は「かわいさニューウェーブマガジン!」のほか『まんがタイムきらら』同様の「ドキドキ☆ビジュアル4コマ誌」であった。
『まんがタイムきらら』の姉妹誌であることから、内容も同誌に似ている。また、特に創刊初期は荒井チェリーの『三者三葉』、湖西晶の『かみさまのいうとおり!』、かきふらいの『けいおん!』など、姉妹誌と並行して連載している作品もあった。
初期の作品には女性コア層読者の取り込みを狙った男性キャラクターの多く出るファンタジー物が多く掲載されていた。また一般誌からの読者の取り込みを狙い、竹本泉・胡桃ちのらベテラン作家や、おーはしるい・吉田美紀子・藤島じゅんら一般誌で実績のある作家も比較的多めに招いていたが、隔月刊化した頃には『きらら』とほぼ同じような傾向の作品がほとんどを占めるようになった。
創刊当初は積極的に女性作家を獲得し、女性的な絵柄や「萌え」の路線を打ち出す。これらの経緯から『まんがタイムきらら』および姉妹誌の読者層は男性が圧倒的に多いが同誌では女性からの人気も集めており、きらら系他誌の読者層の男女比率が概ね男性9:女性1であるのに対し、『キャラット』では男性8:女性2と女性読者の比率が若干高くなっているという。

## 歴史

### 他誌増刊時代
通巻号数はVol.1 - 15まで刊行。
- 2003年
  - 1月18日 - 『まんがホーム』2003年3月号増刊として創刊（Vol.1）。当時は中綴じであった。
  - 4月18日 - 『まんがホーム』2003年6月号増刊としてVol.2発売。
  - 10月18日 - 『まんがホーム』2003年12月号増刊としてVol.3発売。
- 2004年2月24日 - 『まんがタイムきらら』2004年4月号増刊としてVol.4発売。この号から隔月刊行されるとともに平綴じとなった。
- 2005年
  - 4月24日 - 『まんがタイムきらら』2005年6月号増刊としてVol.11発売。この号から毎月刊行になる。
  - 8月24日 - 『まんがタイムきらら』2005年10月号増刊としてVol.15発売。この号が増刊誌最後の刊行となる。

### 独立創刊以降
2024年2月28日現在、通巻号数はNO.222まで、創刊年数は19年目。
- 2005年9月28日 - 『まんがタイムきららキャラット』2005年11月号で独立創刊。通巻号数もNO.1となり、それとともに発売日も毎月24日刊行から毎月28日刊行へと変更される。
- 2008年12月27日 - 『まんがタイムきららキャラット』2009年2月号が刊行。表紙右上に吹きだしで文字が追加される。
- 2009年
  - 5月28日 - 『まんがタイムきららキャラット』2009年7月号が刊行。背表紙の表現形態（一部の文字と月号文字）・通算号数書体が一部変更される。
  - 8月28日 - 『まんがタイムきららキャラット』2009年10月号が刊行。『GA -芸術科アートデザインクラス-』3巻の掛け替え描き下ろしカバーが付録。
  - 10月28日 - 『まんがタイムきららキャラット』2009年12月号が刊行。この号で通巻号数がNo.50となる。
- 2010年9月28日 - 『まんがタイムきららキャラット』2010年11月号が刊行。この号で独立創刊5周年になり、『特別記念小冊子 キャラットちゃん』が付録。
- 2011年
  - 4月28日 - 『まんがタイムきららキャラット』2011年6月号が刊行。『Aチャンネル』2巻の描き下ろし掛けかえカバーが付録。
  - 5月28日 - 『まんがタイムきららキャラット』2011年7月号が刊行。『Aチャンネル』の着せ替えクリアファイルが付録。
  - 10月28日 - 『まんがタイムきららキャラット』2011年12月号が刊行。『GA -芸術科アートデザインクラス-』のクリアしおりシートが付録。
- 2012年
  - 1月28日 - 『まんがタイムきららキャラット』2012年3月号が刊行。「キルミーベイベープチアンソロジー小冊子『べびーきるみー』」が付録。
  - 2月28日 - 『まんがタイムきららキャラット』2012年4月号が刊行。「キルミーベイベークリアファイルセット」が付録。
  - 3月28日 - 『まんがタイムきららキャラット』2012年5月号が刊行。「キルミーベイベー卓上カレンダー」が付録。
  - 10月27日 - 『まんがタイムきららキャラット』2012年12月号が刊行。「『ひだまりスケッチ』クリアファイルセット」が付録。
  - 11月28日 - 『まんがタイムきららキャラット』2013年1月号が刊行。「『ひだまりスケッチ』オリジナルボールペン」が付録。
  - 12月27日 - 『まんがタイムきららキャラット』2013年2月号が刊行。「『ひだまりスケッチ』オリジナルクリアしおり」が付録。
- 2013年12月28日 - 『まんがタイムきららキャラット』2014年2月号が刊行。第100号記念号。「全連載作品キャラクター入りオリジナルノート」が付録[2]。
- 2015年9月28日 - 『まんがタイムきららキャラット』2015年11月号が刊行。独立創刊10周年記念号。「連載陣描き下ろし絵はがきセット」が付録。
- 2020年9月28日 - 『まんがタイムきららキャラット』2020年11月号が刊行。独立創刊15周年記念号。『特別記念小冊子 キャラットちゃん15歳』が付録。
- 2022年4月28日 - 『まんがタイムきららキャラット』2022年6月号が刊行。第200号記念号。『まちカドまぞく』のクリアファイルが付録。200号記念企画として4月28日0時から5月7日8時までの200時間限定で「キャラットちゃん」のTwitterアカウントを開設。イラストは幌田が担当[6][7]。

### キャラット増刊誌
- まんがタイムきららキャラット増刊 COMIC YELL!-コミックエール!- Vol.1 - Vol.12 を刊行し休刊。

- まんがタイムきららキャラット増刊 まんがタイムきらら☆マギカ
  - 『魔法少女まどか☆マギカ』を専門に扱った増刊。Vol.1が7月増刊として2012年6月に発行し、以後隔月発行。2017年2月発行のVol.30をもって定期刊行を終了し、不定期刊行に移行。

## メディアミックス

### アニメ化作品
各作品に詳細あり。2025年7月現在。
| 作品                          | 放送年月                   | アニメーション制作 | 備考 |
| ----------------------------- | -------------------------- | ------------------ | --- |
| ひだまりスケッチ（アニメ）    | 2007年1月 - 3月（第1期）   | シャフト           | 第1期特別編：2007年10月放送 第2期特別編：2009年10月17日・24日放送 第3期特別編：2010年10月23日・30日放送 特別編：2011年10月29日・11月5日放送 沙英・ヒロ卒業編：2013年11月29日放送 |
| ひだまりスケッチ（アニメ）    | 2008年7月 - 9月（第2期）   | シャフト           | 第1期特別編：2007年10月放送 第2期特別編：2009年10月17日・24日放送 第3期特別編：2010年10月23日・30日放送 特別編：2011年10月29日・11月5日放送 沙英・ヒロ卒業編：2013年11月29日放送 |
| ひだまりスケッチ（アニメ）    | 2010年1月 - 3月（第3期）   | シャフト           | 第1期特別編：2007年10月放送 第2期特別編：2009年10月17日・24日放送 第3期特別編：2010年10月23日・30日放送 特別編：2011年10月29日・11月5日放送 沙英・ヒロ卒業編：2013年11月29日放送 |
| ひだまりスケッチ（アニメ）    | 2012年10月 - 12月（第4期） | シャフト           | 第1期特別編：2007年10月放送 第2期特別編：2009年10月17日・24日放送 第3期特別編：2010年10月23日・30日放送 特別編：2011年10月29日・11月5日放送 沙英・ヒロ卒業編：2013年11月29日放送 |
| GA 芸術科アートデザインクラス | 2009年7月 - 9月            | AICPLUS+           | OVA：2010年4月2日発売 |
| Aチャンネル                   | 2011年4月 - 6月            | Studio五組         | OVA：2012年3月21日発売 |
| キルミーベイベー              | 2012年1月 - 3月            | J.C.STAFF          | キルミーベイベー・スーパー（ベストアルバムCD+新作アニメーションDVD）：2013年10月16日発売                                                                                         |
| NEW GAME!（アニメ）           | 2016年7月 - 9月（第1期）   | 動画工房           | |
| NEW GAME!（アニメ）           | 2017年7月 - 9月（第2期）   | 動画工房           | |
| ブレンド・S                   | 2017年10月 - 12月          | A-1 Pictures       | |
| アニマエール!                 | 2018年10月 - 12月          | 動画工房           | |
| まちカドまぞく                | 2019年7月 - 9月（第1期）   | J.C.STAFF          | |
| まちカドまぞく                | 2022年4月 - 7月（第2期）   | J.C.STAFF          | |
| 恋する小惑星                  | 2020年1月 - 3月            | 動画工房           | |
| おちこぼれフルーツタルト      | 2020年10月 - 12月          | feel.              | |
| RPG不動産                     | 2022年4月 - 6月            | 動画工房           | |
| mono                          | 2025年4月 - 6月            | ソワネ             | |
| ばっどがーる                  | 2025年7月 -                | ブリッジ           | |

### 舞台化作品
- まちカドまぞく - 2025年1月公演。

### ゲーム化作品
各作品に詳細あり。2019年10月現在。
- ひだまりスケッチ - 発売日：2009年2月12日、機種：ニンテンドーDS
- GA 芸術科アートデザインクラス - 発売日：2010年7月29日、機種：PlayStation Portable
- NEW GAME! - 発売日：2017年1月26日、機種：PlayStation Vita / PlayStation 4

この他、きらら系作品のスマートフォン向けクロスオーバーゲーム作品として、『きららファンタジア』が2017年12月11日に配信開始され、本誌からは『ひだまりスケッチ』『Aチャンネル』『NEW GAME!』『恋する小惑星』『キルミーベイベー』『ブレンド・S』『アニマエール!』『GA 芸術科アートデザインクラス』『まちカドまぞく』『はるみねーしょん』『おちこぼれフルーツタルト』『ぱわーおぶすまいる。』『RPG不動産』が参加している。

## 連載中の作品
2025年9月号現在。
（連載開始号の早い順＜増刊誌時代含む＞）太字は『COMIC FUZ』にて配信している。
- ひだまりスケッチ （蒼樹うめ、VOL.4 - VOL.15〈増刊最終号〉、2005年11月号〈独立創刊号〉 - ・COMIC FUZでは火曜枠）
- キルミーベイベー （カヅホ、2008年1月号 - 6月号ゲスト、7月号 - ・COMIC FUZでは木曜枠）
- まちカドまぞく （伊藤いづも、2014年8月号 - 9月号ゲスト、11月号 - ・COMIC FUZでは火曜枠）
- おちこぼれフルーツタルト （浜弓場双、2015年1月号 - 3月号ゲスト、7月号 - ・COMIC FUZでは木曜枠）
- mono （あfろ、2018年2月号 - ・COMIC FUZでは金曜枠）※『まんがタイムきららミラク』から移籍
- ばっどがーる（肉丸、2021年2月号 - 4月号ゲスト、5月号 - ・COMIC FUZでは木曜枠）
- ごきげんよう、一局いかが?（卯花つかさ、2022年8月号 - ・COMIC FUZでは金曜枠）※ワイド4コマ
- たくあかっ!（原作：深見真・漫画：藤真拓哉、2023年6月号 - ）
- ずんだもんTV!（原作：ずんずんPJ・漫画：卯匡、2023年10月号 - ）
- 押しかけ女房、コドモ付き!（とめきち、2024年2月号 - ）
- このままモブじゃ終われない!（優しい内臓、2023年12月号 - 2024年1月号ゲスト、3月号 - ）
- 魔法少女は羞恥心で強くなる（海星なび、2024年2月号 - 4月号ゲスト、6月号 - ）
- はるか咲きそふ、刻どきの（ぴらそん、2024年4月号 - 6月号ゲスト、9月号 - ）
- フルボイス!（科戸コウ、2024年11月号 - ）
- 保健室の鍵閉めてっ（蕗屋文字、2024年8月号 - 10月号ゲスト、12月号 - ）
- 十字トンボは空を飛ばない（原作：織日ちひろ・漫画：虫原、2024年11月号 - 2025年1月号ゲスト、3月号 - ）
- アイドルノブナ☆ガール（豪烈・弥太郎、2024年12月号 - 2025年1月号ゲスト、4月号 - ）
- ラナナさんは厄介エルフ!（月島マコト、2024年12月号 - 2025年2月号ゲスト、5月号 - ）
- メディアミックス＊ガールズ（なず、2025年2月号 - 3月号ゲスト、6月号 - ）
- 愛焦がれキャラメリゼ（杉谷エコ、2025年3月号 - 4月号ゲスト、7月号 - ）

## 休載中の作品
- 教艦ASTRO （蕃納葱、vol.11 - vol.12ゲスト、2005年11月号 - 2007年11月号掲載の後休載、2008年1月号で長期休載告知）
- ののかノ〜ト （水乃ミナト、2013年5月号 - 6月号ゲスト、8月号 - 2015年3月号掲載の後休載、同年5月号で長期休載告知）
- メイドさんの下着は特別です。 （みらくるる、2017年6月号 - 7月号、2018年1月号 - 2月号ゲスト、4月号 - 2021年8月号掲載の後休載、2022年2月号で長期休載告知）
- ポンポコタヌキとへっぽこ王子（桜Qり、2021年5月号 - 7月号ゲスト、9月号 - 2022年12月号掲載の後休載）※ワイド4コマ

## 連載が終了した主な作品
（連載開始号の古い順）太字は『COMIC FUZ』にて配信している。
- オーケーFANTASISTA! （口八丁ぐりぐら、創刊号 - 2006年2月号）
- 帝都雪月花 （辻灯子、創刊号 - 2005年9月号、2006年10月号 - 2008年2月号[注釈 3]）
- 影ムチャ姫 （ナントカ、創刊号 - 2005年4月号[注釈 4]）
- 悪魔様へるぷ☆ （岬下部せすな、創刊号 - 2005年4月号[注釈 4]）
- たるとミックス! （神崎りゅう子、創刊号 - 2005年4月号）
- ぽけっとジャーニー （おおた綾乃、創刊号 - 2005年2月号）
- バラエティも～にん （竹本泉、創刊号 - VOL.15〈増刊最終号〉、2005年11月号〈独立創刊号〉 - 2010年4月号）
- 三者三葉 （荒井チェリー、2003年12月号 - 2007年1月号、以降は『まんがタイムきらら』のみで連載し2019年1月号で終了）
- かみさまのいうとおり! （湖西晶、VOL.3 - VOL.15〈増刊最終号〉、2005年11月号〈独立創刊号〉 - 2006年3月号、2006年12月号 - 2009年2月号）※2006年4月号 - 11月号、2009年3月号 - は産休のため休載。『まんがタイムきらら』では2010年2月号より連載再開し2013年2月号で終了
- 帝立第13軍学校歩兵科異常アリ!? （石田あきら、VOL.4 - VOL.15〈増刊最終号〉、2005年11月号〈独立創刊号〉 - 2009年11月号）
- 最後の制服 （袴田めら、2004年4月号 - 2006年11月号）
- ちびでびっ! （寺本薫、2004年4月号 - 2009年4月号）
- まゆかのダーリン! （渡辺純子、2004年6月号 - 2009年6月号）
- すとれんじマンション （影崎由那、2004年8月号 - 2006年8月号・隔月連載）※非4コマ作品
- ひめくらす （藤凪かおる、2004年8月号 - 2009年2月号）
- ドージンワーク （ヒロユキ、2004年12月号 - 2007年12月号[注釈 4]）
- 氏神様といっしょ （ちざきゃ、2004年12月号 - 2007年12月号）
- つくしまっすぐライフ! （松田円、2005年2月号 - 2007年11月号・隔月連載、『まんがホーム』へ移籍し2008年2月号より再開）
- みかづきヴァンパイア （葉庭、2005年6月号 - 2006年5月号）
- くうくうばくばく （りーた・伊賀、2005年6月号 - 2006年5月号）
- ことゆいジャグリング （岬下部せすな、2005年6月号 - 2007年5月号・隔月連載）
- ぷら☆みすらんど （神崎りゅう子、2005年6月号 - 2007年8月号）
- HR〜ほーむ・るーむ〜 （長月みそか、2005年6月号 - 2008年4月号）
- とらぶるクリック!! （門瀬粗、2005年6月号 - 2009年10月号）
- チャンネル4 （権亮、2005年7月号 - 2006年10月号）
- 火星ロボ大決戦! （なかま亜咲、2005年8月号 - 2008年10月号）
- からハニ （現津みかみ、2005年8月号 - 2008年12月号）
- GA 芸術科アートデザインクラス （きゆづきさとこ、VOL.15〈増刊最終号〉、2005年11月号〈独立創刊号〉- 2016年2月号・COMIC FUZでは水曜枠）
- くるくるコンチェルト （中山かつみ、2005年11月号 - 2007年10月号）
- 鳩町まめっこイグニッションズ （櫻太助、2005年11月号 - 2008年9月号）
- 雅さんちの戦闘事情 （鬼八頭かかし、2005年11月号 - 2009年2月号）
- ご近所魔王。 （蒼馬みずき、2006年2月号 - 2007年6月号）
- おこのみで! （口八丁ぐりぐら、2006年3月号 - 2007年6月号）
- ニコがサンタ （桑原ひひひ、2006年7月号 - 2009年5月号）
- アットホーム・ロマンス （風華チルヲ、2006年7月号 - 2009年10月号）
- イチロー! （未影、2006年7月号 - 2009年10月号）※隔月連載、以降は『まんがタイムきららMAX』のみで連載。
- まじん☆プラナ （nino、2006年12月号 - 2012年12月号）
- CIRCLEさーくる （榊、2007年2月号 - 2012年3月号）
- ハッピーとれいるず! （荒井チェリー、2007年2月号 - 2008年7月号）
- 謎部のアレ。 （友吉、2007年7月号 - 2008年7月号）
- ラジオでGO! （なぐも。、2007年7月号 - 2010年8月号）
- ふら・ふろ （カネコマサル、2007年7月号 - 2010年6月号）※非4コマ作品
- たまごなま （あぼしまこ、2007年8月号 - 2008年8月号）
- うらバン!浦和泉高等学校吹奏楽部 （都桜和、2008年1月号 - 2011年12月号）
- はるみねーしょん （大沖、2007年8月号・10月号ゲスト、2008年2月号 - 2019年8月号・COMIC FUZでは水曜枠）
- うらがアルッ! （もんちぃ、2008年3月号 - 2009年9月号）
- けいおん!（かきふらい、2008年4月号・8月号ゲスト、10月号 - 2009年10月号（隔月掲載）、2011年6月号 - 2012年8月号）※『まんがタイムきらら』と平行連載。
- のんびりマスタリー（なんにゃか、2008年6月号 - 2010年2月号の間にゲスト扱いで15回掲載）
- 空の下屋根の中 （双見酔、2008年9月号 - 2010年6月号）
- チェルシー （シバユウスケ、2008年10月号 - 2010年10月号）
- ねこみみぴんぐす （まりも、2008年10月号 - 2010年11月号）
- ゆかひめ! （ほっぺげ、2008年11月号 - 2010年12月号）
- Aチャンネル （黒田bb[注釈 5]、2008年10月号 - 11月号ゲスト、12月号 - 2021年1月号・COMIC FUZでは水曜枠）
- せいなるめぐみ （荒井チェリー、2009年5月号 - 2011年12月号）
- ひよぴよえにっき。 （琴久花央、2009年7月号 - 2011年4月号）
- ラッキー・ブレイク （平つくね、2009年11月号 - 2014年3月号）
- アクアリウム （博、2009年12月号 - 2011年10月号）
- Felice （門瀬粗、2010年1月号 - 2012年2月号）
- もこもこBOX （☆画野朗、2010年2月号 - 2013年3月号）
- inote! -ｱｲﾉﾃ!- （夕仁、2010年4月号 - 2011年8月号）
- ねこのひたいであそぶ （なんにゃか、2010年4月号 - 2011年11月号）
- ながるるるるるこ （竹本泉、2010年7月号 - 2012年4月号）※非4コマ作品
- セカイ魔王 （双見酔、2010年10月号 - 2014年11月号）
- かためで!（shige、2009年12月号 - 2010年2月号、4月号、6月 - 9月号、11月号ゲスト、12月号 - 2012年12月号）
- 九十九神いりませんか?（高遠のね、2010年11月号ゲスト、2011年3月号 - 2012年3月号）
- もうダメかもしれない（かにかま、2011年2月号 - 2012年5月号）
- ひとより××（永深ゆう、2011年2月号 - 2012年12月号）
- ウォーターガールズ（なぐも。、2011年1月号 - 2月号ゲスト、5月号 - 2013年4月号）
- インプロ!（真田一輝、2011年6月号 - 2013年8月号）
- 平成生まれ（ハトポポコ、2010年9月号 - 2011年1月号、3月号 - 5月号ゲスト、7月号 - 2012年12月号・COMIC FUZでは月曜枠）
- ごきチャ （るい・たまち、2011年3月号 - 5月号ゲスト、9月号 - 2016年8月号）
- ぱわーおぶすまいる。 （ウロ、2011年4月号 - 6月号ゲスト、9月号 - 2016年10月号・COMIC FUZでは土曜枠）
- ネガ→ポジ （森名尚、2011年12月号 - 2012年2月号ゲスト、4月号 - 2013年12月号）
- ここめ不定点 （竹本泉、2012年5月号 - 2014年2月号）※非4コマ作品
- さくらティーブレイク! （都桜和、2012年6月号 - 8月号ゲスト、2012年9月号 - 2014年7月号）
- P.S.リスタート （桑島黎音、2012年6月号 - 7月号ゲスト、9月号 - 2014年12月号）
- 先輩には頭が上がらない! （榊、2012年7月号 - 9月号ゲスト、10月号 - 2014年8月号）
- ぷらいまりィずむ! （パルプピロシ、2012年6月号 - 8月号ゲスト、10月号 - 2014年11月号）
- あまゆる。 （マウンテンプクイチ、2012年12月号 - 2013年2月号ゲスト、3月号 - 2015年1月号）
- ハレハレハレルヤ! （つっつ、2013年2月号 - 3月号ゲスト、4月号 - 2014年5月号）
- フレラジ☆ （種田優太、2013年2月号 - 4月号ゲスト、6月号 - 2015年4月号）
- イキモノシステム （ユイザキカズヤ、2013年1月号 - 3月号ゲスト、7月号 - 2015年6月号）
- NEW GAME! （得能正太郎、2013年3月号 - 5月号ゲスト、7月号 - 2021年10月号・COMIC FUZでは木曜枠）
- だいたいこんなンで? （永深ゆう、2013年5月号 - 6月号ゲスト、9月号 - 2015年8月号）
- 平成生まれ2 （ハトポポコ、2013年10月号 - 2015年7月号）
- とりあえず居合でも。 （秋野はも、2013年7月号 - 8月号ゲスト、12月号 - 2014年10月号）
- ブレンド・S （中山幸、2013年10月号 - 11月号ゲスト、2014年3月号 - 2022年6月号・COMIC FUZでは土曜枠）
- ばーどすとらいく! （もず、2014年3月号 - 2016年5月号）
- カスタムメイド! （たちつてつこ、2014年9月号 - 11月号ゲスト、12月号 - 2016年10月号）
- たびだより （まだら、2014年12月号 - 2016年1月号）
- 異なる次元の管理人さん （榊、2014年12月号 - 2015年2月号ゲスト[注釈 6]、4月号 - 2020年12月号・COMIC FUZでは日曜枠）
- へんてこバスと飴玉くるり （笛、2014年5月号 - 7月号ゲスト、12月号 - 2016年11月号）
- すわっぷ⇔すわっぷ （とめきち、2014年10月号 - 12月号ゲスト、2015年3月号 - 2019年4月号・COMIC FUZでは水曜枠）
- 平成生まれ3 （ハトポポコ、2015年8月号 - 2016年8月号）
- リトル・リトル・アリス （神無月羽兎、2015年10月号 - 12月号ゲスト、2016年1月号 - 2017年10月号）
- ジューンフレンド （徳之ゆいか、2015年12月号 - 2016年2月号ゲスト、3月号 - 2017年1月号）
- 疾風ういんどみる! （晴野しゅー、2015年11月号 - 2016年1月号ゲスト、3月号 - 2018年1月号）
- トモダチヅクリ （GAGAGA、2016年1月号 - 3月号ゲスト、4月号 - 2018年2月号）
- アニマエール！（卯花つかさ、2016年4月号 - 2020年10月号・COMIC FUZでは火曜枠）
- 黒髪巫女とマリアウィッチ （内藤隆、2016年3月号 - 5月号ゲスト、7月号 - 2017年10月号）
- はやしたてまつり♪ （高坂曇天、2016年5月号 - 6月号ゲスト、8月号 - 2018年7月号）
- 花降り宿のやどかり乙女 （大堀ユタカ、2017年2月号 - 2019年3月号）
- エクソシストと首輪の悪魔 （池内たぬま、2017年3月号 - 2019年4月号）
- 恋する小惑星 （Quro、2017年3月号 - 2024年8月号・COMIC FUZでは月曜枠）
- ネコじまにゃんだフル （御北きぬ、2017年5月号 - 2019年6月号）
- ゆず35歳@中学生やってます （がおう、2017年7月号 - 8月号ゲスト、2018年3月号 - 12月号）
- ふじょ子とユリ子 （モル、2017年3月号 - 4月号ゲスト、8月号 - 2019年6月号）
- 正義ノ花道 （ウロ、2017年8月号 - 2019年12月号）
- 先パイがお呼びです! （むっしゅ、2017年9月号 - 10月号ゲスト、2018年2月号 - 2020年1月号）
- 精霊さまの難儀な日常 （琴慈、2017年12月号 - 2018年2月号ゲスト、6月号 - 2020年11月号）
- RPG不動産 （険持ちよ、2018年6月号 - 8月号ゲスト、9月号 - 2023年12月号・COMIC FUZでは水曜枠）
- かぐらまいまい! （あひる、2019年1月号 - 2月号ゲスト、5月号 - 2021年7月号）
- 魔王の娘からは逃れられない （うら、2019年3月号 - 4月号ゲスト、7月号 - 2021年6月号）
- あやしびと（GAGAGA、2019年4月号 - 5月号ゲスト、9月号 - 2022年2月号）
- 紡ぐ乙女と大正の月（ちうね、2019年9月号 - 10月号ゲスト、11月号 - 2024年4月号・COMIC FUZでは金曜枠）
- しずねちゃんは今日も眠れない（逸見、2019年11月号、2020年2月号、4月号ゲスト、7月号 - 2022年6月号）
- またぞろ。（幌田、2019年12月号、2020年2月号、4月号、6月号ゲスト、8月号 - 2023年9月号・COMIC FUZでは火曜枠）
- みこへんげっ!（まえ葉、2020年7月号 - 8月号ゲスト、2020年11月号 - 2021年8月号）
- 死神ドットコム（優しい内臓、2020年12月号 - 2021年2月号ゲスト、2021年4月号 - 2023年2月号）
- ニチアサ以外はやってます!（猫にゃん、2021年2月号 - 4月号ゲスト、6月号 - 2023年4月号）
- ササエルの中には誰もいない（こめつぶ、2021年8月号 - 10月号ゲスト、12月号 - 2024年1月号）
- 異世界アイドル、推参です!（椎野せら、2021年12月号 - 2022年2月号ゲスト、4月号 - 2023年12月号）
- メールブルーの旅人（こだまり、2022年3月号 - 5月号ゲスト、6月号 - 2024年2月号）
- うさパン焼いて悪いかよ!（山本アヒル、2022年7月号 - 9月号ゲスト、10月号 - 2024年7月号[注釈 7]）
- ひよ&びびっと!（ゆとりーぬ、2022年7月号 - 9月号ゲスト、11月号 - 2024年9月号）
- のけもののまち（はちべもつ、2023年1月号 - 2月号ゲスト、4月号 - 2025年1月号）
- escape into the light（むぐら、2023年2月号 - 4月号ゲスト、6月号 - 2025年6月号）
- はらぺこ少女と探偵と（りの、2023年4月号 - 6月号ゲスト、9月号 - 2025年5月号）
- Vドライブ!（猫にゃん、2023年10月号 - 2025年3月号）

## 表紙の変遷
4コマ誌においては、他のジャンルの漫画雑誌と異なり、表紙イラストが1名の作家によって複数月連続して担当という特徴がある。
ここでは、本誌の表紙イラストを担当していた作家・作品と、その担当していた期間を記す。
1. おおた綾乃 - 『ぽけっとジャーニー』（創刊号、2003年8月号）
2. 岬下部せすな - 『悪魔様へるぷ☆』（2003年12月号 - 2004年4月号）
3. ととねみぎ - 『ねこきっさ』（2004年6月号）
4. 岬下部せすな - 『悪魔様へるぷ☆』（2004年8月号-10月号）
5. 蒼樹うめ - 『ひだまりスケッチ』（2004年12月号 - 2009年1月号、4月号[注釈 8]、6月号、10月号、2010年1月号 - 5月号、7月号 - 8月号、10月号、2011年10月号、2012年4月号、9月号、12月号、2013年2月号、10月号、2014年2月号、6月号、9月号、2015年1月号 - 2月号、4月号、8月号、11月号、2016年4月号、2017年1月号、2018年4月号、2021年9月号、2023年2月号、2024年4月号）
6. きゆづきさとこ - 『GA 芸術科アートデザインクラス』（2009年2月号 - 3月号、5月号、7月号 - 9月号、11月号 - 12月号、2010年6月号、9月号、11月号、2011年12月号、2012年6月号、10月号、2013年1月号、3月号、6月号、9月号、12月号、2014年2月号 - 3月号、7月号、10月号、2015年3月号、7月号、2016年1月号）
7. 黒田bb - 『Aチャンネル』（2010年12月号 - 2011年8月号、2012年1月号、5月号、8月号、2013年4月号、7月号 - 8月号、11月号、2014年1月号 - 2月号、4月号、8月号、11月号、2015年5月号、9月号、2016年5月号、2017年5月号、2018年7月号、2019年12月号、2020年8月号、2021年1月号）
8. カヅホ - 『キルミーベイベー』（2011年9月号、11月号、2012年2月号 - 3月号、7月号、11月号、2013年5月号、2014年5月号、2015年6月号、2021年6月号、2023年8月号、2024年11月号）
9. 大沖 - 『はるみねーしょん』（2012年7月号）
10. 得能正太郎 - 『NEW GAME!』（2014年12月号、2015年10月号、12月号、2016年2月号、3月号、6月号 - 12月号、2017年4月号、8月号 - 10月号、2018年5月号、10月号、2019年7月号、2020年7月号、2021年5月号、10月号）
11. 中山幸 - 『ブレンド・S』（2017年2月号 - 3月号、6月号 - 7月号、11月号 - 2018年2月号、8月号、2021年8月号、2022年4月号）
12. 卯花つかさ - 『アニマエール!』（2018年3月号、6月号、9月号、11月号 - 2019年2月号）
13. 伊藤いづも - 『まちカドまぞく』（2019年3月号、6月号、8月号 - 11月号、2020年6月号、10月号）
14. Quro - 『恋する小惑星』（2019年4月号、2020年2月号 - 5月号、2022年2月号、2023年3月号、2024年7月号）
15. 浜弓場双 - 『おちこぼれフルーツタルト』（2019年5月号、2020年1月号、11月号、12月号、2021年2月号、12月号、2023年9月号、2025年2月号）
16. ちうね - 『紡ぐ乙女と大正の月』（2020年9月号、2021年11月号、2022年10月号、2023年5月号、2024年2月号）
17. あfろ - 『mono』（2021年3月号、2022年12月号、2024年5月号、12月号、2025年5月号、7月号）
18. 険持ちよ - 『RPG不動産』（2021年4月号、7月号、2022年1月号、3月号、5月号 - 8月号、2023年4月号、12月号）
19. 肉丸 - 『ばっどがーる』（2022年9月号、2023年10月号、2024年8月号、10月号、2025年3月号、4月号、6月号、8月号、9月号）
20. こめつぶ - 『ササエルの中には誰もいない』（2022年11月号）
21. 幌田 - 『またぞろ。』（2023年1月号）
22. 原作：深見真・漫画：藤真拓哉 - 『たくあかっ!』（2023年6月号、2024年9月号）
23. 卯花つかさ - 『ごきげんよう、一局いかが?』（2023年7月号、2024年3月号、2025年1月号）
24. ゆとりーぬ - 『ひよ&びびっと!』（2023年11月号）
25. はちべもつ ‐ 『のけもののまち』（2024年1月号）
26. りの - 『はらぺこ少女と探偵と』（2024年6月号）

- 2012年7月号は『キルミーベイベー』『はるみねーしょん』の2作品合同表紙。
- 2014年2月号は『ひだまりスケッチ』『GA 芸術科アートデザインクラス』『Aチャンネル』の3作品合同表紙[2]。
- 2021年3月号は『ゆるキャン△』との合同表紙[注釈 9][10]。